# Tony Ching
Tony Ching Siu Tung (程小東 | cantonés: Ching Siu Dung | mandarín: Chéng Xiǎo Dōng) es un director y coreógrafo de artes marciales chino, nacido en Hong Kong en 1953.

## Biografía
Ching, hijo del director de cine Ching Kong, se formó en la Academia de Televisión de Hong Kong y en el Estilo de Norte de artes marciales. Cuando tenía 17 años entró en el cine como especialista cinematográfico y en 1972 su padre, que trabajaba entonces en el famoso estudio Shaw Bros., le encomendó la coreografía de su película 14 Amazonas. Al mismo tiempo Ching empezó a trabajar en varias series de TV como The Roving Swordsman y The Spirit of the Sword. Después de diez años adquiriendo gran reputación como director de acción, Ching debutó como realizador en 1983 con Guerreros legendarios para Golden Harvest, seguida de Nepal Affair en 1986, que le supuso su primer Hong Kong Film Award a la Mejor Coreografía y atrajo la atención del director y productor Tsui Hark, que lo contrató para dirigir Una historia china de fantasmas ese mismo año, que supuso la consagración internacional de Ching, además de generar dos secuelas y un sinfín de imitaciones. Fruto de la colaboración con Tsui surgieron una serie de films de corte fantástico exhibidos en festivales internacionales, destacando la trilogía de Swordsman (1990-93), con la que fue galardonado con un segundo Hong Kong Film Award. Hero (2002) de Zhang Yimou, le reportará el tercero, y significará el inicio de otra fructífera relación profesional con Zhang, para el que coreografiará también La casa de las dagas voladoras (2004) y La maldición de la flor dorada (2006). A partir de entonces Ching inició una carrera internacional trabajando en países como Estados Unidos (Las entrañas de la bestia), India (Krrish), Alemania (In the Name of the King: A Dungeon Siege Tale) o Japón (Dororo).